# Das Fest des Ziegenbocks (Film)
Das Fest des Ziegenbocks (Originaltitel: La fiesta del chivo) ist eine Literaturverfilmung von Luis Llosa aus dem Jahr 2006. Sie basiert auf dem gleichnamigen Roman von Mario Vargas Llosa. 

## Handlung
Nach Jahren im US-amerikanischen Exil kehrt Urania Cabral in ihre Heimat, die Dominikanische Republik zurück. Ihr Vater Augustin Cabral, der zu der Zeit der Diktatur Rafael Trujillos ein hoher Staatsfunktionär war, ringt nach einem Schlaganfall mit dem Tod, und auf Drängen ihrer Tante Adelina entschließt sie sich, ihn zu besuchen, obwohl sie nach ihrer Flucht aus dem Land jeden Kontakt zu ihm abgebrochen hat. In ihrer alten Heimat kehren die Erinnerungen Uranias an die brutale Herrschaft des Regimes, an die staatlich angeordneten Morde, das Geflecht aus Intrigen und Korruption sowie an ihr eigenes grausames Schicksal zurück. Ihr Vater, der damals bei Trujillo in Ungnade gefallen war, schickte die damals 14-Jährige unter dem Vorwand, sie sei dort zu einer Party eingeladen, zum Landhaus des Diktators, um den Liebhaber minderjähriger Schönheiten milde zu stimmen. Trujillo missbrauchte und entjungferte sie daraufhin. Nach einer Flucht Uranias in ein Kloster gelang es der traumatisierten Jugendlichen, sich ins Ausland abzusetzen. Urania konfrontiert schließlich ihren kranken Vater mit der Vergangenheit und auch damit, dass die damaligen Erfahrungen sie seelisch verkrüppelten und ein kinderloses Singleleben führen ließen. Ihr Vater kann jedoch aufgrund seiner Lähmungen nicht mehr antworten. Vor ihrer Rückreise in die Staaten erzählt Urania ihre lange geheimgehaltene Geschichte auch ihrer Tante Adelina.

## Kritiken
„Das opulente Zeitbild verwebt geschickt die einzelnen Erzählebenen, wird durch Rückblenden strukturiert und verbindet geschichtliche mit fiktiven Personen. Dabei wird der Zuschauer auf Distanz gehalten, sodass der emotionale Funke nicht überspringt.“

„In seinen früheren Werken hat Llosa immer mal wieder mit der einen oder anderen durchgeknallten Inszenierungsidee überrascht. In Anbetracht des schwerwiegenden Anspruchs der Vorlage scheint er aus Angst vor der Aufgabe, „Das Fest des Ziegenbocks“ zu verfilmen, jedoch wie zu einer Salzsäule erstarrt zu sein. Außer einigen wenigen überzeugenden Ausstattungsszenen wechselt sich hier lediglich ein uninspiriert gefilmter Dialog mit dem nächsten ab.“

## Hintergrund
Seine internationale Premiere feierte der Film am 11. Februar 2006 im Rahmen der Internationalen Filmfestspiele Berlin. Am 3. September 2007 erschien er unter dem Titel Der Tod einer Bestie auf DVD. Am 22. Juni 2012 wurde der Film auf 3sat erstmals im deutschen Fernsehen unter dem Titel Das Fest des Ziegenbocks ausgestrahlt.
Luis Llosa ist der Cousin des Autors der Drehbuchvorlage. Der in den 1990er-Jahren durch eher anspruchslose Actionfilme bekannt gewordene Regisseur versuchte sich hier erstmals an ernsthaftem Stoff.